# Asami Imai
Asami Imai (今井 麻美?, Imai Asami; Tokyo, 16 maggio 1977) è una doppiatrice giapponese, affiliata all'agenzia EARLY WING. Ha debuttato come doppiatrice nel 1999 e come cantante nel 2009 pubblicando il suo primo singolo Day by Day / Shining Blue Rain per la casa discografica 5pb. Records. È anche particolarmente conosciuta per aver doppiato il personaggio di Chihaya Kisaragi nella serie THE iDOLM@STER, Kurisu Makise in Steins;Gate e Tsubaki Yayoi in BlazBlue. Inoltre, insieme alla collega Eri Kitamura ha formato il gruppo ARTERY VEIN anch'esso sotto contratto con l'etichetta 5pb..

## Ruoli principali

### Anime
2000
- Ginsokiko Ordian -  Nao Kozuki

2001
- Figure 17 -  Nanami Nakajima
- Offside - Fio Mastroianni
- Prétear - Eiko

2002
- Samurai Deeper Kyo - Little Kotarou
- Pita Ten - Ken

2008
- Jigoku Shōjo - Momota Masako

2009
- Fight Ippatsu! Jūden-chan!! - Bloody Celica
- Koihime musō - Kakuka Hōkō
- Needless - Solva

2010
- Kiss×Sis - Yūzuki Kiryū
- Shukufuku no Campanella - Chelsea Arcot

2011
- Steins;Gate - Kurisu Makise
- THE iDOLM@STER - Chihaya Kisaragi

### OVA
2007
- Strait Jacket - Rachel Hammond

2008
- THE iDOLM@STER: Live For You! Original Anime DVD - Chihaya Kisaragi

2010
- Kuttsukiboshi - Kiiko Kawakami
- Megane na Kanojo - Aya Ichinohe

2011
- Shukufuku no Campanella OVA - Chelsea Arcot

### Videogiochi
- Anonymous;Code - Amadeus
- Atelier Totori: Alchemist of Arland 2 - Cecelia
- Avalon Code - Silphy
- Azur Lane - HMS Drake, HDN Black Heart, Ikaruga
- BlazBlue - Tsubaki Yayoi
  - BlazBlue: Calamity Trigger - Tsubaki Yayoi, Feisty-kaka
  - BlazBlue: Continuum Shift - Tsubaki Yayoi
  - BlazBlue: Chrono Phantasma - Tsubaki Yayoi, Izayoi
  - BlazBlue: Central Fiction - Tsubaki Yayoi, Izayoi, Feisty-kaka
  - BlazBlue: Cross Tag Battle - Izayoi
  - BlazBlue Alternative: Dark War - Tsubaki Yayoi, Izayoi, White Justice
- Blue Archive - Sumire Otohana
- Corpse Party - Ayumi Shinozaki
  - Corpse Party: Blood Covered - Repeated Fear - Ayumi Shinozaki
  - Corpse Party: Book of Shadows - Ayumi Shinozaki
- Disgaea - Emizel
  - Disgaea 4: A Promise Unforgotten - Emizel
  - Disgaea D2: A Brighter Darkness - Porkmeister, Emizel
  - Disgaea 5: Alliance of Vengeance - Emizel
  - Disgaea RPG - Emizel
- Dragon's Crown - Elfa
- Dragon Quest Rivals - Aisha
- Eiyuu Senki: The World Conquest - Yoshitsune
- Granblue Fantasy - Vira, Friday
- Granblue Fantasy: Versus - Vira
- Granblue Fantasy: Versus Rising - Vira
- Hakuisei ren'ai shōkōgun - Sayuri Sakai
- Hyperdimension Neptunia (PS3) - Noire (Black Heart)
  - Hyperdimension Neptunia - Noire (Black Heart)
  - Hyperdimension Neptunia mk2 - Noire (Black Heart)
- JoJo's Bizarre Adventure: All Star Battle - Sex Pistols
- JoJo's Bizarre Adventure: Eyes of Heaven - Sex Pistols
- Kandagawa Jet Girls - Ikaruga
- Kurohyō: Ryū ga Gotoku Shinshō - Chiaki Hyuga
- L@ve once - Utsuri Toudou
- Luminous Arc 2 - Fatima
- Luminous Arc 3 - Fatima, Syvil
- Neptunia x Senran Kagura: Ninja Wars - Noire (Black Heart)
- Nurse Love Addiction - Kaede Ohara
- Phantom Breaker - Makise Kurisu
- Phantom Breaker: Battle Grounds - Makise Kurisu
- Puyo Puyo (serie) - R
  - Puyo Puyo 7 - Ringo Andou
  - Puyo Puyo!! 20th Anniversary - Ringo Andou
  - Puyo Puyo Tetris - Ringo Andou (versione giapponese)
- Root Double: Before Crime*After Days- Mashiro Toba
- Senran Kagura - Ikaruga
  - Senran Kagura Burst - Ikaruga
  - Senran Kagura: Shinovi Versus - Ikaruga
  - Senran Kagura: Bon Appetit - Ikaruga
  - Senran Kagura 2: Deep Crimson - Ikaruga
  - Senran Kagura: Estival Versus - Ikaruga
  - Senran Kagura: Peach Beach Splash - Ikaruga
  - Shinobi Master Senran Kagura: New Link - Ikaruga
  - Senran Kagura Burst Re:Newal - Ikaruga
- Shukufuku no Campanella Portable - Chelsea Arcot
- Skullgirls 2nd Encore - Valentine
- Solfeggio - Mari Amano
  - Solfeggio 〜Overture〜 - Mari Amano
  - Solfeggio 〜Sweet harmony〜 - Mari Amano
  - Solfeggio 〜La finale〜 - Mari Amano
- Steins;Gate - Makise Kurisu
  - Steins;Gate - Makise Kurisu
  - Steins;Gate: My Darling's Embrace - Makise Kurisu
  - Steins;Gate 0 - Amadeus, Makise Kurisu
  - Steins;Gate Elite - Makise Kurisu
- The Awakened Fate Ultimatum - Jupiel Soraumi
- THE iDOLM@STER - Chihaya Kisaragi
  - THE iDOLM@STER - Chihaya Kisaragi
  - THE iDOLM@STER: Live for You! - Chihaya Kisaragi
  - THE iDOLM@STER SP series - Chihaya Kisaragi
  - THE iDOLM@STER Dearly Stars - Chihaya Kisaragi
  - THE iDOLM@STER 2 - Chihaya Kisaragi
- The Legend of Zelda: The Wind Waker - Maggy
- Valkyrie Drive: Bhikkhuni - Direttrice

## Discografia

### Solista

#### Singoli
- 2009 - Day by Day /Shining Blue Rain
- 2009 - Strawberry 〜Amaku Setsunai Namida〜
- 2010 - Horizon
- 2010 - Shangri-La
- 2011 - Frame Goshi no Koi
- 2011 - Enrai
- 2011 - Hana no Saku Basho
- 2018 - [ World-Line ]
- 2018 - Niji (singolo per i membri del Fan-club)
- 2019 - Believe in Sky
- 2020 - Kimi no Koe no Kazu dake ~Can be strong~" (singolo per i membri del Fan-club)

#### Mini-album
- 2019 - Flow of Time

#### Album
- 2010 - COLOR SANCTUARY
- 2011 - Aroma of happiness
- 2012 - Precious Sounds
- 2013 - Kono Kumo no Hate"
- 2014 - little legacy
- 2016 - Words of GRACE
- 2017 - rinascita
- 2020 - Gene of the earth
- 2021 - Balancing Journey

#### Raccolte
- 2025 - A・S・A Vol.1

### ARTERY VEIN

#### Singoli
- 2010 - Confutatis no Inori
- 2011 - Last Judgement
- 2011 - Pandora no Yoru
- 2012 - Kagerou

#### Album
- 2012 - ARTERY VEIN